# ハンバー (自動車)

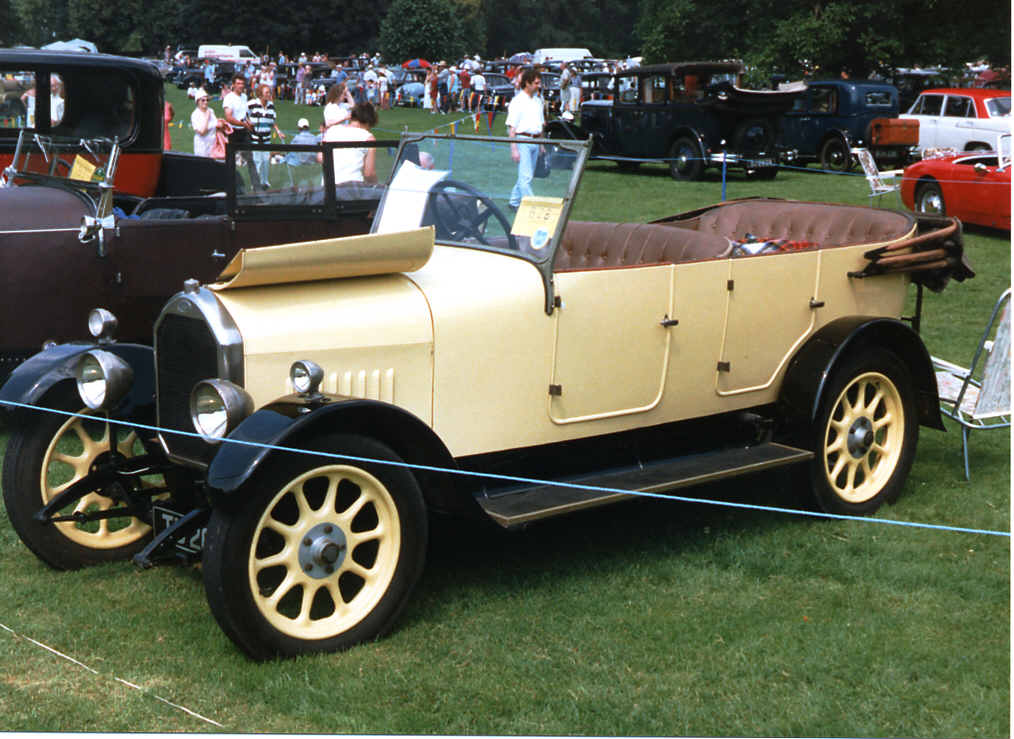
ハンバー9/20ツアラー（1926年）

ハンバー（Humber）は、かつて存在したイギリスの自動車メーカーである。後にルーツ・グループの上級車ブランドとなった。生産された自動車の多くは高級車であり、代表車種にハンバー・スーパー・スナイプがある。

## 概要
トーマス・ハンバーが1868年に自転車メーカーとして創業。1889年から自動車を製造した。1931年にルーツ兄弟が買収し、その後はルーツ・グループのブランド名として1975年まで使用された。

## 歴史
自動車製造は1889年に三輪自動車の「トライカー」(Tricar)から始まり、四輪車を製造し始めたのは1901年からである。工場はノッティンガムに程近いノッティンガムシャー州ビーストンとコヴェントリーに置かれた。ビーストン工場ではビーストン・ハンバーに代表される高額な車種が生産されたが1908年には財務悪化により閉鎖された。第一次世界大戦以前には幅広くモデル展開しており、600ccのハンバレットから数種類の6気筒6リッターモデルまでを生産し、1913年には英国第2の自動車会社となっていた。
1925年、商用車メーカーのコマー社を買収し、商用車分野にも進出した。1928年にはヒルマン社を買収した。しかし、1931年、ルーツ兄弟に資本の過半数を握られ、独立経営が終了した。
以後のハンバーはイギリスにおける典型的なアッパーミドルクラスの保守的サルーンとなり、企業や官公庁による公用車需要が多くなった。第二次世界大戦中はハンバー名義で装甲車、軽偵察車など武装車両を生産していた。

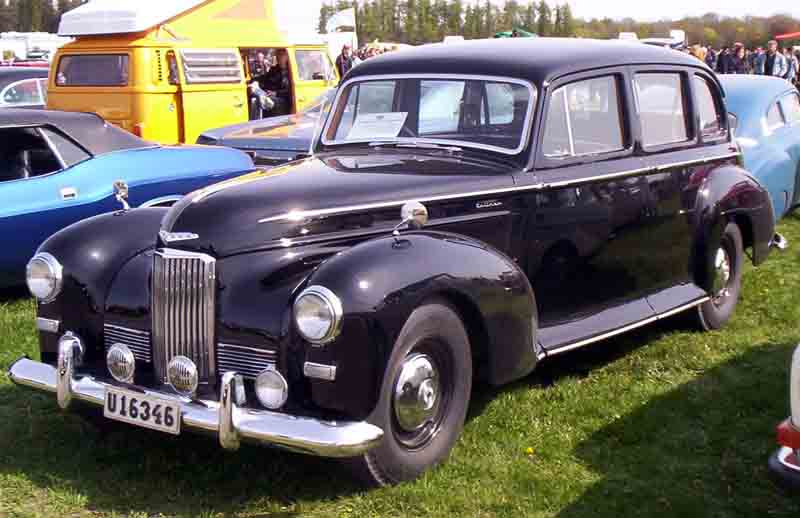
ハンバー・プルマン(戦後型)

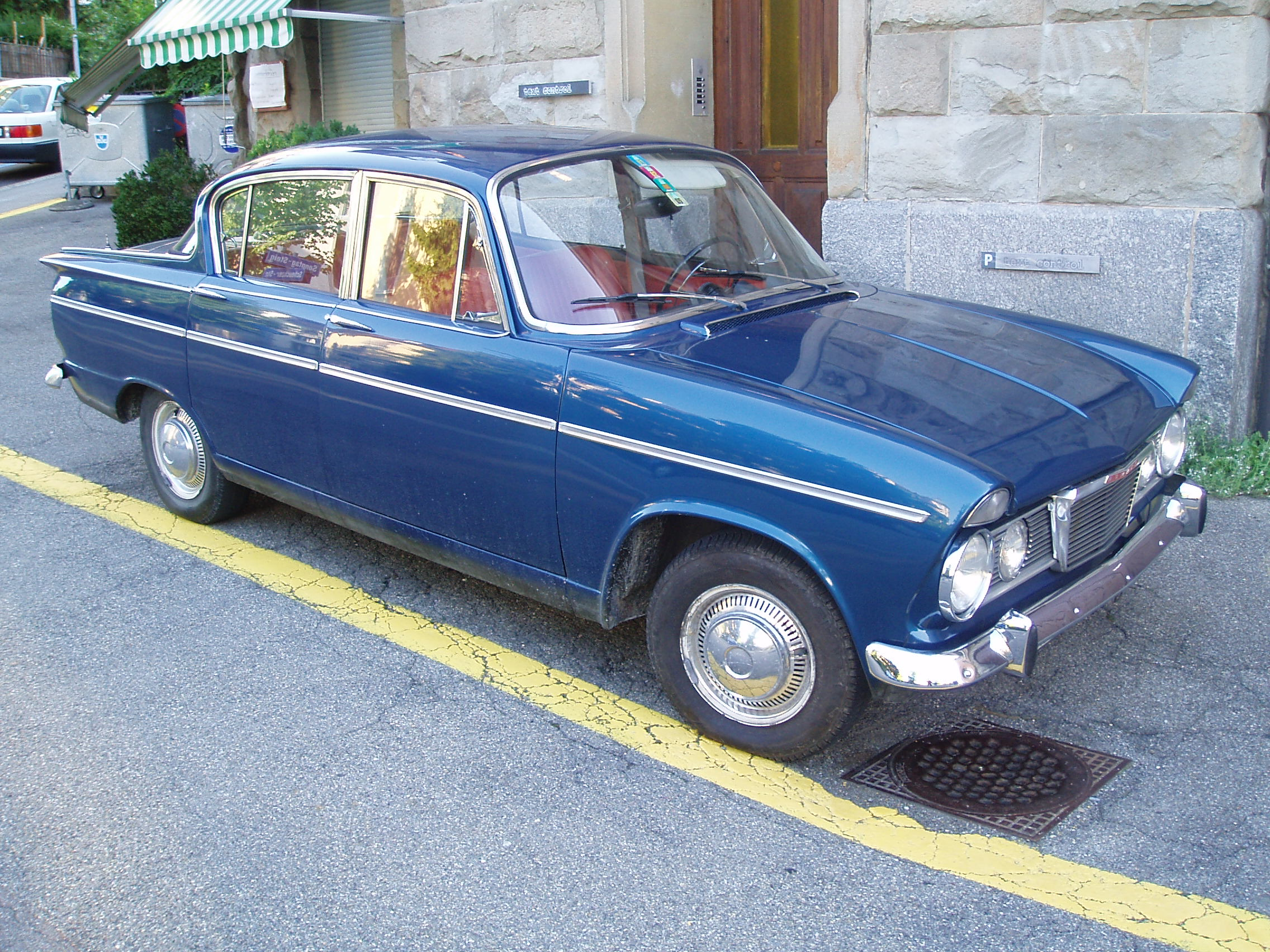
1965年式ハンバー・セプターMk 2

戦後、ハンバーの主力車種は4気筒のホークと6気筒のスーパー・スナイプとなり、上品な保守的サルーンとして中流以上のコンサバティブな人々から一定の需要を得ていたが、ルーツ・グループの衰勢と共にその地位も後退した。
1966年から1975年まで生産されたハンバー・セプターがハンバー最後の車種となった。これはヒルマン・ミンクスの上級バージョンだった。

## 主要モデル
- Humber 8 1902
- Humber 12 1902
- Humber 20 1903
- Humberette 1904 and 1911-15
- Humber 8/10 1905
- Humber 10/12 1905-07
- Humber 30/40 1908-09
- Humber 11 1912
- Humber 10 1919-21
- Humber 15.9 1919-25
- Humber 11.4 and 12/25 1921-25
- Humber 8/18 1922-25
- Humber 15/40 1924-28
- Humber 9/20 and 9/28 1925-30
- Humber 14/40 1926-29
- Humber 20/55 and 20/65 1926-29
- Humber 16/50 1928-32
- Humber 23.8 Snipe and Pullman 1929-35
- Humber 16-60 Snipe 1933-35
- Humber 12 1933-37
- Humber 16 1936-40
- Humber Snipe 1929-47
- ハンバー・プルマン 1930-54
- ハンバー・ホーク 1945-67
- ハンバー・スーパー・スナイプ 1938-67
- ハンバー・セプター 1963-76

## 現存車
ハンバー自動車の世界最大のコレクションは英国ハル にあるマーシャルズ・ポスト＝ビンテージ・ハンバー・カー・ミュージアム。1932年から1970年までの21台が常時展示され、他に24台のレストアされていない車を所有している。
1950年代に英国女王がオーストラリア西部を訪問した際、ハンバー車が英国から用意され使用された。2002年に残存していた車両が発見された。現在レストアされ個人所有となっている。